# Joaquim José Vermelho
Joaquim José Vermelho (Estremoz, 1 de Março de 1927 – 21 de Setembro de 2002) foi um jornalista e poeta português.

## Vida
Com 14 anos já escrevia crónicas literárias e poesia para o jornal «Brados do Alentejo».
Durante a década de 1950 trabalha para diversos periódicos, entre os quais o «Jornal de Notícias», «A Planície» e o «Jornal de Estremoz». Ainda nesta década toma por profissão a de professor de Trabalhos Manuais no ensino básico.
No ano de 1968 é chamado pela autarquia local para trabalhar na biblioteca. Porém, pouco tempo esteve ao serviço da Câmara Municipal de Estremoz (CME), pois em 1970 fica como professor efectivo na escola de Ponte de Sor.
A partir dos anos 70, inicia uma actividade cultural intensa na biblioteca e no museu municipal.
Com o Núcleo de Dinamização Cultural e a CME, trabalha com a Missão UNESCO e o seu conselheiro Per-Uno Ägren, de 1977 a 1980. Este encontro é da maior importância, já que o conselheiro reconhece a qualidade de Joaquim Vermelho ao propor o museu de Estremoz como museu-piloto no seu projecto de revitalização/reorientação destas instituições em Portugal.
Em 1982 a CME atribui-lhe um louvor.
No ano posterior é inaugurada a Galeria de Desenho. Joaquim Vermelho, Rogério Ribeiro, Armando Alves, José Aurélio, Barros de Carvalho e Pedro Borges foram os seus principais impulsionadores.
Em 1986, com quase 60 anos, reforma-se do ensino.
No ano de 1990 publicam-lhe a obra em livro intitulada «Os Barros de Estremoz». Em 1991 é homenageado por um vasto conjunto de estremocenses.
No ano seguinte volta para o ensino, desta feita para dar aulas num curso de museologia da Escola Profissional da Região Alentejo (EPRAL).
Em Agosto de 2002 demite-se do seu cargo de director do museu. Como reconhecimento pelo seu trabalho, a autarquia atribui-lhe mais um louvor a 21 de Agosto de 2002.
A 1 de Março de 2003 o município de Estremoz faz-lhe uma homenagem póstuma. Nesse dia o seu nome é oficialmente atribuído ao museu municipal.
Entre 2003 e 2005 são-lhe publicadas diversas obras póstumas sobre cerâmicas de Estremoz e história local, bem como um livro de poemas originais com ilustrações de Rogério Ribeiro.